# Peter Czernotzky
Peter Czernotzky (* 18. Februar 1947 in St. Ingbert) ist ein ehemaliger deutscher Fußballspieler. Der Verteidiger hat von 1967 bis 1976 in der Fußball-Bundesliga insgesamt 135 Spiele (1 Tor) für die Vereine Borussia Neunkirchen, 1. FC Nürnberg, Rot-Weiss Essen und Fortuna Düsseldorf absolviert.

## Karriere
Der Abwehrspieler machte durch seine Leistungen beim SV St. Ingbert in der Amateurliga Saarland 1965/66 auf sich aufmerksam, wo er mit dem SV den dritten Rang belegte. Er unterschrieb zur Runde 1966/67 einen Vertrag beim Bundesligaabsteiger Borussia Neunkirchen für die zweitklassige Regionalliga Südwest. Auf Anhieb gehörte Czernotzky bei den Schwarz-Weißen aus dem Ellenfeldstadion der Stammformation in der Abwehr um deren Dirigent Erich Leist an. Bei der Erringung der Meisterschaft kam er auf 26 Ligaeinsätze (1 Tor). In der erfolgreichen Aufstiegsrunde zur Bundesliga bestritt er alle acht Spiele gegen die Konkurrenz von Schwarz-Weiß Essen, Arminia Hannover, Hertha BSC und Bayern Hof. In der Bundesliga konnten sich die Saarländer aber 1967/68 unter Trainer Željko Čajkovski nicht halten und stiegen umgehend wieder in die Regionalliga Südwest ab. Durch seinen Wechsel zum Deutschen Meister des Jahres 1968, den 1. FC Nürnberg, konnte der Verteidiger aber weiter in der Bundesliga seine Laufbahn fortsetzen. Unter Trainer Max Merkel erlebte er aber nach nur acht Bundesligaspielen im Sommer 1969 seinen zweiten Bundesligaabstieg.
Wieder bekam der Defensivakteur umgehend ein Angebot aus der Bundesliga. Bundesligaaufsteiger Rot-Weiss Essen holte den Saarländer in die Hafenstraße nach Essen. RWE belegte unter Trainer Herbert Burdenski 1969/70 den 12. Rang in der Bundesliga. Der Neuzugang hatte an der Seite von Mitspielern wie Fred-Werner Bockholt, Wolfgang Rausch, Heinz Stauvermann, Erich Beer, Diethelm Ferner, Herbert Weinberg, Helmut Littek, Günter Fürhoff und Willi Lippens in 33 Ligaspielen ein Tor erzielt. Im zweiten Jahr stieg er aber mit Essen als Tabellenletzter erneut aus der Bundesliga ab. Er ging mit den Rot-Weissen in die zweitklassige Regionalliga West und erreichte 1971/72 die Vizemeisterschaft. Er war dabei in 29 Ligaspielen (1 Tor) für die Elf der Trainer Willi Vordenbäumen und János Bédl aufgelaufen. In der Bundesligaaufstiegsrunde setzte sich Kickers Offenbach punktgleich mit dem besseren Torverhältnis gegenüber Essen durch. Czernotzky hatte alle acht Spiele gegen Offenbach, FC St. Pauli, Wacker 04 Berlin und Röchling Völklingen dabei bestritten. Insgesamt schoss er in drei Runden zwei Tore in 93 Ligaspielen für RWE.
In den letzten zwei Runden der alten zweitklassigen Regionalliga setzte er seine Karriere von 1972 bis 1974 bei Borussia Dortmund fort, wo er in 63 Spielen vier Tore schoss. Mit dem BVB landete er 1973 auf Platz vier und 1974 auf Platz sechs. Zur Runde 1974/75 wechselte er wieder in die höchste Spielklasse, zu Fortuna Düsseldorf in die Bundesliga. Dort kam er bis 1976 zu 34 Einsätzen. Der gelernte Industriemechaniker wechselte anschließend 1976 zum FC 08 Homburg in die 2. Fußball-Bundesliga, wo er in der Saison 1976/77 noch 19-mal zum Einsatz kam.
Im Sommer 1977 endete seine höherklassige Spielerlaufbahn.